# Batterijen aan de Overeindseweg

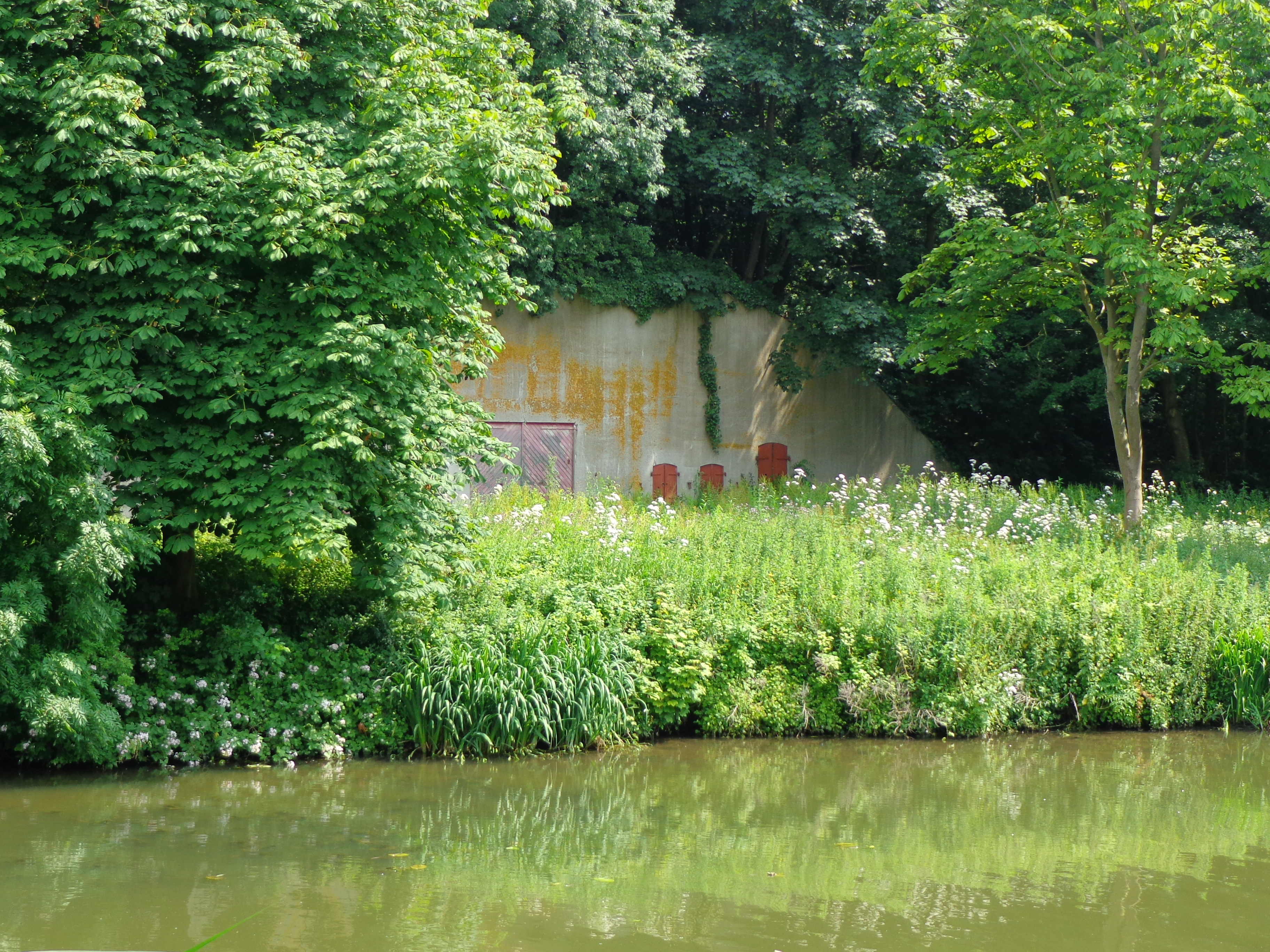
Batterijen aan de Overeindseweg

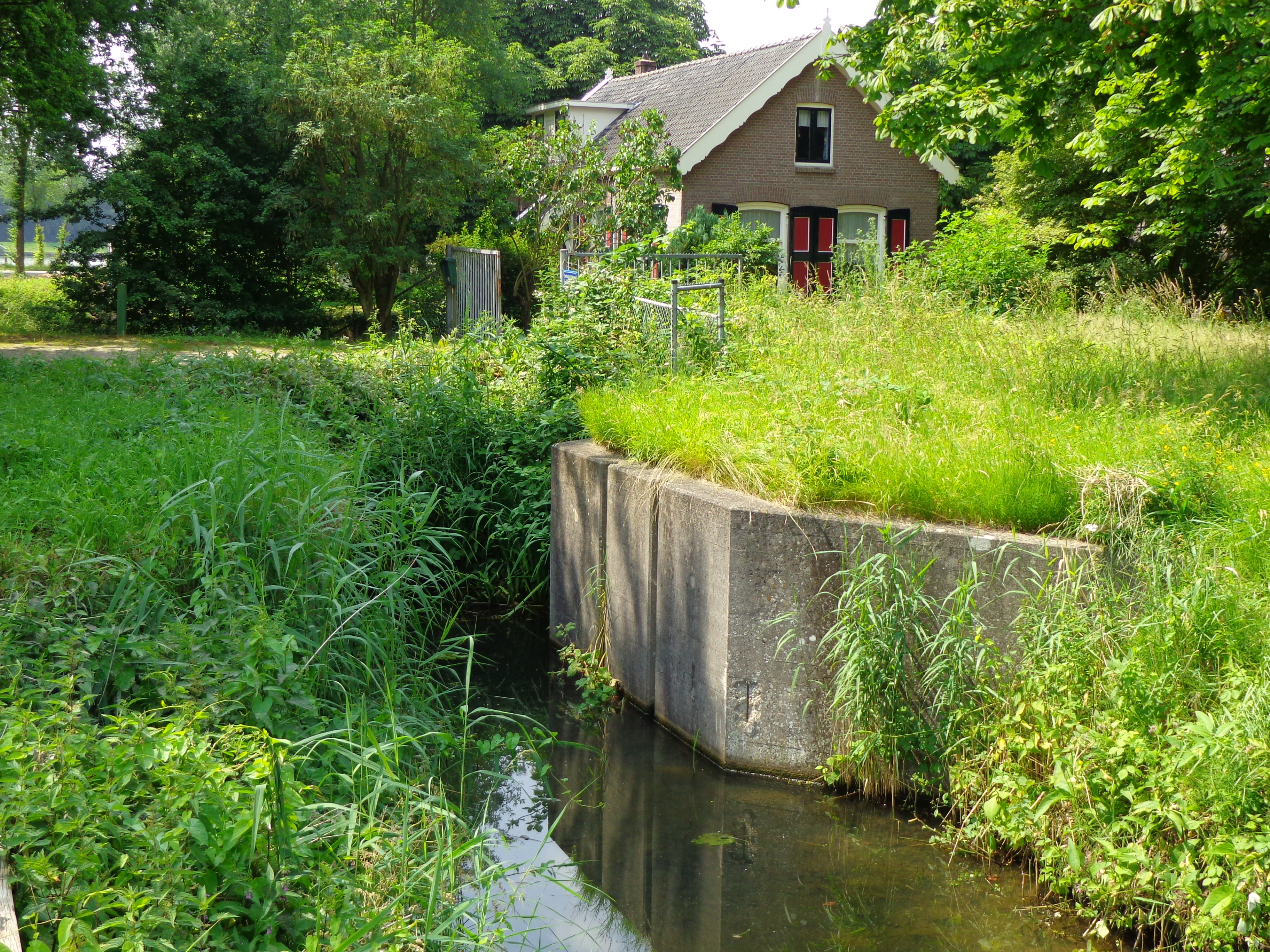
Fortwachterswoning en schotbalkkering

De Batterijen aan de Overeindseweg zijn een verdedigingswerk in de Nederlandse gemeente Nieuwegein. Ze maakten deel uit van de Nieuwe Hollandse Waterlinie en zijn een voorpost van Fort Jutphaas.
Het verdedigingswerk is begin jaren 1870 verrezen, een periode die zich kenmerkte door het uitbreken van de Frans-Duitse Oorlog. In Nederland leidde dit tot de afkondiging van een mobilisatie en ook de bouw van enkele vooruitgeschoven forten rond de stad Utrecht om zwakke plekken te versterken. Nadien is het werk aan de Overeindseweg nog uitgebreid. 
Rond 1982 is het zuidelijk deel verdwenen door een aanpassing van het Amsterdam-Rijnkanaal ter hoogte van de plofsluis. Tegenwoordig is de noordelijke batterij hersteld en te zien. Het zuidelijke deel is slechts zichtbaar als een verhoogde wal in het landschap.
In rijksmonumentaal opzicht zijn van de Batterijen aan de Overeindseweg onder meer een aardwerk, mitrailleurkazemat, artillerieloods en een schotbalkkering beschermd.